# Geneviève Morrison
Geneviève Morrison (Shawville, 24 de septiembre de 1988) es una deportista canadiense que compite en lucha libre. Ganó una medalla de bronce en el Campeonato Mundial de Lucha de 2015 y dos medallas en el Campeonato Panamericano de Lucha, oro en 2015 y bronce en 2007.
En los Juegos Panamericanos de 2015 obtuvo la medalla de oro en la categoría de 48 kg.

## Palmarés internacional
| Campeonato Mundial      | Campeonato Mundial         | Campeonato Mundial | Campeonato Mundial |
| Año                     | Lugar                      | Medalla            | Categoría          |
| ----------------------- | -------------------------- | ------------------ | ------------------ |
| 2015                    | Las Vegas (Estados Unidos) | Medalla de bronce  | 48 kg              |
| Juegos Panamericanos    |                            |                    |                    |
| Año                     | Lugar                      | Medalla            | Categoría          |
| 2015                    | Toronto (Canadá)           | Medalla de oro     | 48 kg              |
| Campeonato Panamericano |                            |                    |                    |
| Año                     | Lugar                      | Medalla            | Categoría          |
| 2007                    | San Salvador (El Salvador) | Medalla de bronce  | 51 kg              |
| 2015                    | Santiago (Chile)           | Medalla de oro     | 48 kg              |